# Maciej Żurawski
Maciej « Magic » Stanisław Żurawski, né le 12 septembre 1976 à Poznań, est un footballeur polonais qui compte soixante-douze sélections avec son équipe nationale. Attaquant durant ses dix-sept années de professionnalisme, il a surtout marqué le club du Wisła Cracovie, avec lequel il a gagné neuf titres majeurs en sept saisons.
Son père, Andrzej Żurawski, est entraîneur. Il a d'ailleurs coaché son fils lorsqu'il évoluait au Warta Poznań, le club qui l'a formé.

## Biographie

### Le Wisla Cracovie: l'apothéose
Żurawski a commencé sa carrière internationale le 10 novembre 1998 face à la Slovaquie (2-1). Entré à la 75e minute de jeu, il remplace son ami et coéquipier en club, Piotr Reiss, qui lui aussi faisait ses débuts en équipe nationale.
Transféré pour deux millions de złoty de Poznań, où il a effectué deux très bonnes saisons, Maciej Żurawski fait des merveilles avec Cracovie. Deux fois meilleur buteur de l'Ekstraklasa, il obtient avec le Wisla pas moins de 8 titres en 6 ans, dont la moitié en championnat. Véritable légende en Pologne, il est même surnommé "Magic" par les supporters.
Lors de la Coupe du monde en Corée, il entame les 3 matches en tant que titulaire, mais n'inscrit aucun but lors de la compétition. Il manque même un pénalty, sans incidence, face aux États-Unis.
Mais en 2005, après avoir été de nouveau sacré, Żurawski désire tenter une nouvelle expérience, et semble se diriger pour l'Angleterre.

### Période faste puis moments difficiles à Glasgow

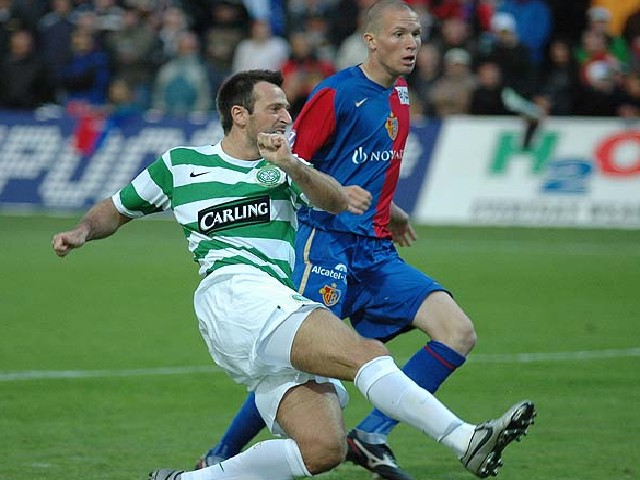
Celtic - Bâle, match amical.

En juillet, il signe pour trois ans au Celtic Glasgow. Il hérite du numéro 7, anciennement porté par Juninho Paulista (parti pour Palmeiras) & un certain Henrik Larsson pendant sept saisons qui a marqué l'histoire du club.
Le 19 février 2006, il inscrit 4 buts au cours de l'historique victoire du Celtic 8-1 à Dunfermline Athletic, constituant un record pour la Scottish Premier League. En conséquence, "Magic" est nommé joueur du mois.
La Coupe du monde 2006 est identique pour Żurawski. Disputant l'ensemble des matches, il ne marque toujours pas, et voit son équipe sortir dès le premier tour.
Après la coupe du monde, Żurawski n'est pas en grande forme. Après les arrivées de Kenny Miller, Jan Vennegoor of Hesselink en 2006, et surtout de Scott McDonald, de Chris Killen en 2007 et de Yeóryos Samarás en janvier 2008, le Polonais perd sa place dans l'équipe, puis voit son temps de jeu approcher la nullité.

### Dans le sud de l'Europe pour se relancer

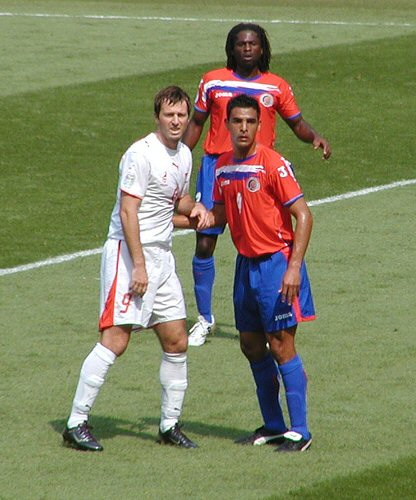
Face au Costa Rica.

Lors du dernier jour du mercato d'hiver 2008, Maciej Żurawski s'engage pour 500 000£ à l'AEL Larissa, club grec de la Thessalie. Lors de ses débuts avec Larissa, Żurawski permet à son club de battre l'AEK Athènes. Après une bonne saison tant collective qu'individuelle, Żurawski termine meilleur buteur de Larissa avec neuf buts, et voit son club se qualifier pour la Ligue Europa.
Le sélectionneur de l'Équipe de Pologne, Leo Beenhakker, le retient parmi l'effectif de vingt-trois joueurs appelé à participer à l'Euro 2008, et le nomme même capitaine. Mais toujours en délicatesse lors des grands tournois mondiaux, Żurawski se blesse dès l'entrée en lice des Polonais pour leur premier Euro, et manque le reste de la compétition.
Le 2 juin 2009, Żurawski signe à l'Omonia Nicosie, le meilleur club de Chypre avec son rival de l'APOEL.

### Retour aux sources pour faire ses adieux
En juin 2010, Żurawski retourne au Wisła Cracovie, le club qui l'a révélé au haut niveau. À trente-quatre ans, il lui rend quelques services, et joue un rôle dans la conquête de son treizième titre national.

## Palmarès

### Collectif
Wisła Cracovie
- Champion de Pologne : 2001, 2003, 2004, 2005 et 2011.
- Vainqueur de la Coupe de Pologne : 2002 et 2003.
- Vainqueur de la Coupe de la ligue polonaise : 2001.
- Vainqueur de la Supercoupe de Pologne : 2001.

 Celtic Glasgow
- Champion d'Écosse : 2006, 2007 et 2008.
- Vainqueur de la Coupe d'Écosse : 2007.
- Vainqueur de la Coupe de la Ligue d'Écosse : 2006.

 Omonia Nicosie
- Champion de Chypre : 2010

### Individuel
- Meilleur buteur du Championnat de Pologne : 2002 (21 buts), 2004 (20 buts)
- Joueur polonais de l'année : 2002